# رعشة الحرية
رعشة الحرية، مجموعة نصوص في أدب الرحلات من مؤلفات الشاعرة والكاتبة العربية السورية غادة السمان، صدرت في عام 2003، عن منشورات غادة السمان في بيروت، لبنان.